# Conopophaga aurita
El jejenero orejudo (Conopophaga aurita), también denominado jejenero de faja castaña (en Perú), jejenero fajicastaño (en Ecuador), zumbador pechirrojo o pechirrufo (en Colombia) o toco toco de cinto castaño, es una especie de ave paseriforme, de la familia Conopophagidae perteneciente al género Conopophaga. Es nativa de la cuenca del Amazonas y del Escudo guayanés en América del Sur. 

## Distribución
Se distribuye en el escudo guayanés, en Guyana, Surinam, Guayana francesa y norte de Brasil y en la cuenca amazónica del sur de Colombia, noreste de Ecuador, este de Perú y Brasil hacia el este hasta el río Madeira.
Esta especie es considerada poco común en su hábitat natural: el sotobosque de selvas húmedas de baja altitud, hasta los 700 m.

## Descripción
Es un ave pequeña, mide entre 11,5 y 12 cm de longitud. Es oscura con un pico relativamente grueso, de tono marrón su dorso y corona (la última a menudo teñida de rojizo), un cilio blanco y las piernas de color gris rosáceo. El macho tiene un color negro en la parte frontal, la cara y la garganta, el pecho es rojizo y el vientre beige o blanco. La hembra tiene la cara, garganta y pecho rojizo y el vientre beige o blanco. Los machos de las anteriormente consideradas subespecies snethlageae y pallida son distintivos, como el negro de la cara y la garganta se extiende en el centro del pecho, con rojizo en las partes inferiores limitándo al borde del pecho negro.

## Sistemática

### Descripción original
La especie C. aurita fue descrita por primera vez por el naturalista alemán Johann Friedrich Gmelin en 1789 bajo el nombre científico Turdus auritus; la localidad tipo es: «Cayena».

### Etimología
El nombre genérico femenino «Conopophaga» se compone de las palabras del griego «κωνωψ kōnōps, κωνωπος kōnōpos» que significa ‘jején’, y «φαγος phagos» que significa ‘comer’; y el nombre de la especie «aurita», proviene del latín «auritus» que significa ‘con orejas’, ‘de largas orejas’.

### Taxonomía
Los límites precisos del área de cada subespecie no son claros. Al sur del río Amazonas, se verifican variaciones marcantes en el plumaje y también en la vocalización: un cambio abrupto de ritmo y estructura de las notas (y, por lo tanto, de la calidad del sonido) a través del interfluvio entre los ríos Madeira y Tapajós. La subespecie C. aurita snethlageae (incluyendo pallida) fue considerada como especie separada de la presente: el jejenero de Snethlage (Conopophaga snethlageae) con base principalmente en esas diferencias vocales y morfológicas.
Hay alguna confusión dentro de la zona de australis, ya que algunos especímenes del río Purús (oeste de Brasil) tienen una apariencia semejante a snethlageae.

### Subespecies
Según las clasificaciones del Congreso Ornitológico Internacional (IOC) y Clements Checklist, se reconocen cuatro subespecies, con su correspondiente distribución geográfica:
- Conopophaga aurita aurita (Gmelin, 1789) – Guyana hacia el este hasta la Guayana francesa, y hacia el sur hasta el norte de Brasil (Manaus al este hasta Amapá).
- Conopophaga aurita inexpectata Zimmer, JT, 1931 – sureste de Colombia y noroeste de  Brasil, hacia el sur y este a lo largo de la margen occidental del río Negro.
- Conopophaga aurita occidentalis Chubb, 1917 – noreste de Ecuador y noreste de Perú (al este del río Napo).
- Conopophaga aurita australis Todd, 1927 – sur del río Amazonas desde el noreste de Perú (al sur hasta Ucayali) hasta el oeste de Brasil (al este hasta el río Madeira, al  sur hasta el norte de Acre y norte de Rondônia); la población al este del Madeira en el noroeste de  Rondônia está provisoriamente colocada aquí.